# Alexander Razborov
Aleksandr Aleksandrovich Razborov (en ruso: Алекса́ндр Алекса́ндрович Разбо́ров; nacido el 16 de febrero de 1963), a veces conocido como Sasha Razborov, es un matemático soviético y  y teórico computacional. Es un Profesor de Servicio Distinguido Andrew McLeish en la Universidad de Chicago.

## Investigación
En su trabajo más conocido, conjunto con Steven Rudich, introdujo la idea de pruebas naturales, una clase de estrategias usadas para probar cuotas inferiores fundamentales en complejidad computacional. En particular, Razborov y Rudich mostraron que, bajo la suposición que ciertas clases de funciones unidireccionales existen, tales pruebas no pueden aportar una resolución del problema P = NP, por lo que nuevas técnicas serán requeridas para resolver esta cuestión.

## Premios
- Premio Nevanlinna (1990) por introducir el "método de aproximación" para probar el  cuotas inferiores para circuitos Booleanos en algunos problemas algorítmicos esenciales,[1]
- Conferencista Erdős , Universidad hebrea de Jerusalén, 1998.
- Miembro correspondiente de la Academia rusa de Ciencias (2000)[2][3]
- Premio Gödel (2007, con Steven Rudich) por la publicación "Natural Proofs", o Pruebas Naturales.[4][5]
- Premio David P. Robbins por la publicación “On the minimal density of triangles in graphs” (Combinatorics, Probability and Computing 17 (2008), núm. 4, 603–618), y por introducir un nuevo y potente método, las álgebras de bandera, para solucionar problemas en combinatoria extremal.
- Conferencista Gödel (2010) con la conferencia titulada Complexity of Propositional Proofs (Complejidad de Pruebas Proposicionales).[6]
- Profesor de servicio distinguido Andrew MacLeish (2008) en el Departamento de Computación en la Universidad de Chicago.
- Miembro de la Academia Americana de Artes y Ciencias (AAAS) (2020).[7]